# 梅克利甘杰
梅克利甘杰（Mekliganj），是印度西孟加拉邦Koch Bihar县的一个城镇。总人口10833（2001年）。

## 人口
该地2001年总人口10833人，其中男性5592人，女性5241人；0—6岁人口1515人，其中男778人，女737人；识字率60.58%，其中男性为68.12%，女性为52.55%。